# 1840 في فرنسا
فيما يلي قوائم الأحداث التي وقعت خلال عام 1840 في فرنسا.

## سياسة

### تعيين في المنصب
- 1 مارس – أدولف تيير head of government of France ‏.
- 29 أكتوبر – جان دو ديو سول head of government of France ‏.

### انتهاء فترة المنصب
- 1 مارس – جان دو ديو سول head of government of France ‏.
- 29 أكتوبر – أدولف تيير head of government of France ‏.

## مواليد

### فبراير
- 28 فبراير – هنري دوفرييه

### أبريل
- 2 أبريل – إميل زولا كاتب فرنسي.

### مايو
- 11 مايو – ألفريد بوتييه فيزيائي فرنسي.
- 13 مايو – ألفونس دوديه روائي فرنسي.

### يونيو
- 1 يونيو – جولز كوتارد

### يوليو
- 17 يوليو – إدوارد أندريه

### أكتوبر
- 1 أكتوبر – أوكتاف هودا

### نوفمبر
- 12 نوفمبر – أوغوست رودان نحات فرنسي.
- 14 نوفمبر – كلود مونيه من أفضل الفنانين.

## وفيات

### أبريل
- 25 أبريل – سيميون بواسون (مواليد 1781)